# Förlist (låt)
"Förlist" är en låt av Mats Wester, Håkan Hemlin och Lars Sahlin. Den gavs ut som Nordmans  debutsingel från 1994 från deras självbetitlade debutalbum, Nordman.
På den allra första utgåvan av singeln "Förlist" återfanns den fornnordiska symbolen ringkorset på skivomslagets baksida samt på själva CD-skivan.[källa behövs] Vad Mats Wester och Håkan Hemlin inte visste var att denna symbol blivit alltmer förekommande i nynazistiska kretsar.[källa behövs] Ganska snart blev de dock varse om detta, och eftersom både Mats och Håkan tar starkt avstånd från allt vad nazism och rasism står för och inte ville bli beskyllda för något som de inte var, medförde detta att singeln drogs in och gavs ut på nytt, denna gång utan något ringkors. Av någon anledning ändrade de i samma veva även bild på själva omslaget till singeln som nu såg helt annorlunda ut. Låtarna och längden på låtarna är dock identiska på båda versionerna.

## Låtlista
1. "Förlist" (3:53) (Musik: Mats Wester och Håkan Hemlin, Text: Lars Sahlin)
2. "Om hon vill det själv" (3:21) (Musik: Mats Wester, Text: Py Bäckman)

### Listplaceringar
| Lista (1994) | Topplacering |
| ------------ | ------------ |
| Sverige      | 5            |